# La Lastrilla
La Lastrilla é um município da Espanha na província de Segóvia, comunidade autónoma de Castela e Leão, de área 9,40 km² com população de 2829 habitantes (2007) e densidade populacional de 235,25 hab/km².

## Demografia
| Variação demográfica do município entre 1991 e 2004 | Variação demográfica do município entre 1991 e 2004 | Variação demográfica do município entre 1991 e 2004 | Variação demográfica do município entre 1991 e 2004 |
| --------------------------------------------------- | --------------------------------------------------- | --------------------------------------------------- | --------------------------------------------------- |
| 1991                                                | 1996                                                | 2001                                                | 2004                                                |
| 635                                                 | 1375                                                | 2000                                                | 2249                                                |